# Diefmatten
Diefmatten település Franciaországban, Haut-Rhin megyében. Lakosainak száma 301 fő (2022. január 1.). Diefmatten Soppe-le-Bas, Sternenberg, Hecken és Gildwiller községekkel határos.

## Népesség
A település népességének változása:
| Lakosok száma | 281  | 275  | 289  | 290  | 298  | 297  | 284  | 296  | 301  |
|               | 2013 | 2015 | 2016 | 2017 | 2018 | 2019 | 2020 | 2021 | 2022 |